# Germarostes globosus
Germarostes globosus är en skalbaggsart som beskrevs av Thomas Say 1835. Germarostes globosus ingår i släktet Germarostes och familjen Hybosoridae. Inga underarter finns listade i Catalogue of Life.